# (145559) Didiermüller
(145559) Didiermüller est un astéroïde de la ceinture principale.

## Description
(145559) Didiermuller est un astéroïde de la ceinture principale. Il fut découvert le 18 juillet 2006 à Vicques par Michel Ory. Il présente une orbite caractérisée par un demi-grand axe de 2,99 UA, une excentricité de 0,12 et une inclinaison de 11,1° par rapport à l'écliptique.

## Compléments